# Vitellius (keizer)
Aulus Vitellius Germanicus (?, 24 september 15 – Rome, 22 december 69), ook wel Aulus Vitellius Germanicus Augustus, was 8 maanden lang Romeins keizer, van 16 april tot 22 december 69. Vitellius werd uitgeroepen tot keizer na de snelle opeenvolging van vorige keizers Galba en Otho, in een jaar van burgeroorlog dat bekendstaat als het Vierkeizerjaar.
Vitellius was de eerste die na zijn kroning de erecognomen Germanicus aan zijn naam toevoegde, in plaats van Caesar omdat die bijnaam in diskrediet was gebracht door de acties van Nero.
Zijn aanspraken op de troon werden al snel betwist door legioenen in de oostelijke provincies, die hun commandant Vespasianus uitriepen tot keizer. Er volgde oorlog, waarop Vitellius een verpletterende nederlaag leed bij de Tweede Slag bij Bedriacum in Noord-Italië. Toen hij doorhad dat hij zijn steun begon te verliezen, bereidde hij zich voor om troonsafstand te doen ten gunste van Vespasianus maar hij werd in Rome geëxecuteerd door de troepen van Vespasianus op 22 december 69.

## Familie
De oorsprong van het geslacht van de Vitellii is (aldus Suetonius) omstreden, maar zijn grootvader Publius Vitellius, diende onder Augustus als procurator. Zijn oom, die eveneens Publius Vitellius heette, was commandant onder Germanicus. Zijn vader, Lucius Vitellius, was gouverneur van Syria en consul onder Claudius in 34 en speelde een belangrijke rol aan diens hof.
Door zijn nederlaag tegen Vespasianus brak er een periode van meer dan een eeuw politieke stabiliteit aan.
Vitellius zou, aldus zijn biografen, opgegroeid zijn aan het hof van Tiberius, dat een kwalijke reputatie had, en hij zou de keizer naar Capraea (Capri) begeleid hebben, waar hij de bijnaam Spintria zou hebben verworven, zoiets als 'sluitspierartiest', wat impliceert dat hij zich aan passief anaal contact bezondigde, voor een adellijke Romein een doodzonde. Desondanks werd Aulus Vitellius in 48 onder keizer Claudius tot consul benoemd. Volgens de geschiedschrijver Tacitus, zou hij later als senator onder keizer Nero bekend hebben gestaan als een van de grootste kruipers.

## Commandant van Germania
Nero's opvolger, Galba, benoemde Vitellius in het najaar van 68 tot ieders verrassing tot commandant van Germania Inferior. Galba zou deze benoeming hebben verdedigd door op te merken dat niemand minder gevreesd hoefde te worden dan iemand die alleen aan eten denkt en dat Aulus Vitellius zijn bodemloze eetlust in de provincie kon bevredigen. Bij zijn aantreden had hij echter niet genoeg geld om zijn reiskosten te betalen en zag hij zich gedwongen zijn vrouw en kinderen in een gehuurd appartement onder te brengen en zijn huis te verhuren. Hij verpandde een waardevolle parel uit zijn moeders oorring en moest zijn toevlucht nemen tot valse beschuldigingen om zijn schuldeisers (zoals de bewoners van Formiae en Senuessa, waar hij openbare gelden had verduisterd) op afstand te houden.
Bij de legioenen aangekomen wist hij de aanhankelijkheid van de troepen te winnen door aan iedere wens toe te geven en straffen ongedaan te maken. Na een maand werd hij door de troepen uit zijn bed gehaald en als nieuwe princeps begroet. Nadat hij ook de loyaliteit van de troepen in Germania Superior had gewonnen en van de moord op Galba had gehoord, trok hij op tegen Otho, die zich tot princeps had uitgeroepen.

## Regering
Na de Eerste Slag bij Bedriacum en de zelfmoord van Otho op 16 april 69, ontbond Vitellius met een edict alle eenheden van de pretoriaanse garde, die Otho aan de macht hadden geholpen en bestrafte 120 pretorianen die in een petitie hadden gevraagd om een beloning voor het vermoorden van Galba. Verder kenmerkte zijn (korte) regering zich door een volslagen gebrek aan respect voor de wetten en gewoonten. Zo trok hij de stad binnen als een triomferende generaal, aan het hoofd van zijn troepen met hun aquilae en met getrokken zwaard, benoemde zichzelf tot pontifex maximus op een nefastus (een ongeluksdag), de dag van de nederlaag tegen de Galliërs bij de Slag aan de Allia, hield verkiezingen voor de komende tien jaar en hield een begrafenisdienst voor Nero op het Marsveld, waarbij hij een fluitspeler opriep iets te spelen uit het boek van de Meester (het Dominicus Liber, met de meest geslaagde composities van Nero).
Zijn grootste zonden waren echter zijn hang naar luxe en zijn wreedheid. Hij woonde drie, soms vier banketten per dag bij, en kon ze alle eer aandoen door zijn gewoonte klysma's te gebruiken. Hij zou verschillende vooraanstaande mannen vermoord hebben, oude vrienden en vooral zijn voormalige schuldeisers, maar ook gewone mensen, domweg omdat ze kwaad hadden gesproken over de Blauwen, een van de deelnemende ploegen aan de wagenrennen in het Circus.

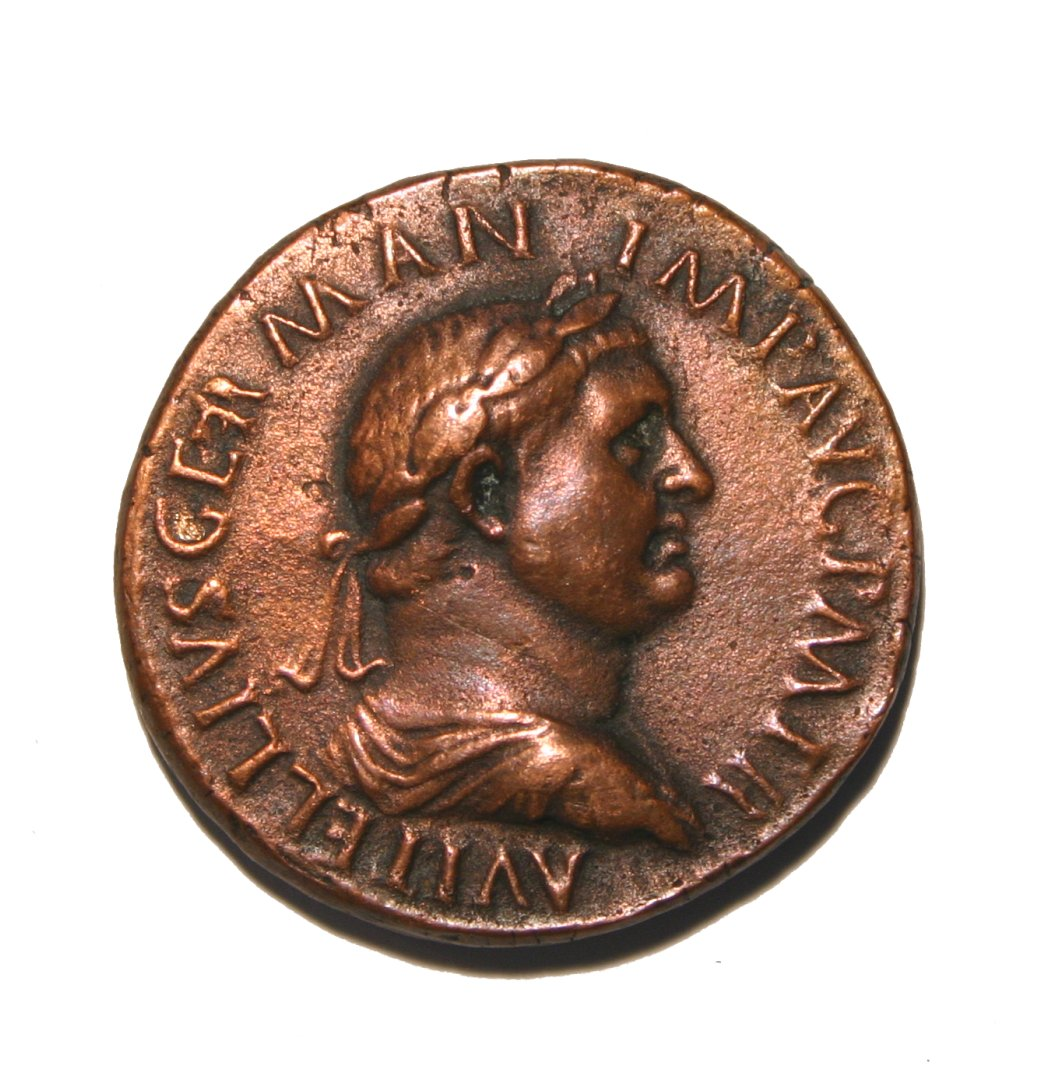
Een as, een koperen munt geslagen tijdens de regering van Vitellius

## Vespasianus
In de achtste maand van zijn regering kwamen de legioenen van Moesia, Pannonia, Judaea en Syria in opstand en kozen Vespasianus, de bevelhebber in Judaea, als hun leider. Na de Tweede Slag bij Bedriacum, waar hij ditmaal een verpletterende nederlaag leed, poogde Vitellius op het Forum zijn ambt als princeps neer te leggen, en zond een afvaardiging onder leiding van Flavius Sabinus, de stadsprefect van Rome en de broer van Vespasianus. Van deze afvaardiging maakten ook de Vestaalse maagden deel uit. Hij eiste een vrije aftocht en 100 miljoen sestertiën. Toen dit aanbod naderhand was afgewezen, beschuldigde hij Flavius Sabinus van verraad. Toen deze zich op het Capitool verschanste, beval Vitellius een bestorming, waarbij hij de tempel van Jupiter Optimus Maximus in brand stak.
Nadat de troepen van Vespasianus Rome hadden bezet, verschool Vitellius zich in het huis van de portier, maar vergeefs. Met zijn handen achter de rug gebonden en een strop om zijn nek werd hij naar het Forum gesleept, waar het volk hem uitschold en bekogelde met mest en rotte vruchten, terwijl Vitellius om zijn leven smeekte. Hier werd hij lange tijd gemarteld en uiteindelijk, samen met zijn broer en zoon, door Antonius Primus vermoord. Zijn lichaam werd van de Gemonische trappen geworpen en met een haak naar de Tiber gesleept. Hij werd 54 jaar.